# Hoplosternum magdalenae
Espèce
Statut de conservation UICN

 LC  : Préoccupation mineure
Hoplosternum magdalenae est une espèce de poissons-chats d'eau douce appartenant à la famille des Callichthyidae. Le poisson se rencontre à l'ouest des Andes,  dans le bassin du Lac Maracaibo au Venezuela, et dans les bassins versants du río Sinú et du río Magdalena en Colombie.